# 깐느의 연인
《깐느의 연인》(A Star For Two)은 미국에서 제작된 지미 카우프먼 감독의 1991년 드라마 영화이다. 로렌 바콜, 앤서니 퀸, 장 피에르 오몽, 릴라 케드로바 등이 출연하였다.

## 출연

### 주연
- 로렌 바콜
- 앤서니 퀸

### 조연
- 장 피에르 오몽
- 릴라 케드로바

## 기타
- 제작책임: 케리 오렌트